# Roberto Azevêdo
Roberto Carvalho de Azevedo (sinh ngày 03 tháng 10 năm 1957) là một nhà ngoại giao Brasil và người đại diện của Brazil tại Tổ chức Thương mại Thế giới từ năm 2008. Trong tháng 5 năm 2013, ông được bầu làm Tổng giám đốc của Tổ chức Thương mại Thế giới, kế nhiệm Pascal Lamy sau ngày 1 tháng 9 năm 2013. Theo kết quả vòng cuối bỏ phiếu kín, ông Azevedo đã được bầu với tỷ lệ với 93/159 phiếu ủng hộ, cao hơn so với số phiếu cần thiết (80), ông Roberto Carvalho de Azevedo đã đánh bại đối thủ là cựu Bộ trưởng Thương mại Mexico Herminio Blanco trong cuộc họp kín diễn ra tại trụ sở WTO ở Genève, Thụy Sĩ.
Ông thông thạo tiếng Anh, tiếng Pháp và tiếng Tây Ban Nha cũng như tiếng Bồ Đào Nha mẹ đẻ của ông, Azevedo Azevedo đã tốt nghiệp ngành kỹ sư điện tử tại Đại học Brasilia và ngành quan hệ quốc tế tại Viện Branco Rio. và làm việc tại Bộ Ngoại giao Brasil từ năm 1983. Ông là đại diện thường trực của Brazil tại WTO từ năm 2008 và là nhà thương lượng hàng đầu của Brazil tham gia vòng đàm phán Doha về tự do hóa thương mại vốn được khởi động từ năm 2001.
Roberto vào ngành ngoại giao Brazil vào năm 1984 và đã phục vụ trong Đại sứ quán Brazil ở thủ đô Washington (1988-1991) và Montevideo (1992-1994) cũng như một phần của Phái đoàn thường trực của Brazil tại Geneva (1997-2001).
Ông đã từng đảm nhận các chức vụ sau: 
- 1995-1996: Phó chánh văn phòng về kinh tế của Bộ trưởng Bộ Ngoại giao
- 2001-05: Trưởng ban giải quyết tranh chấp
- 2005-06: Vụ trưởng Vụ các vấn đề kinh tế
- 2006-08: Thứ trưởng Bộ Kinh tế và Công nghệ.

Từ năm 2008 Azevedo đã đại diện cho Brazil tại Geneva trước các tổ chức kinh tế khác nhau, trong đó có WTO.
Ông là một trong những nhà thương thuyết chính của Brazil trong tranh chấp bông vải Hoa Kỳ-Brasil và tranh chấp thương mại khác. Ông cũng là trưởng đoàn đàm phán của Brazil tại vòng đàm phán Doha..